# Pillurivier
De Pillurivier (Zweeds: Pillujoki) is een rivier, die stroomt in de Zweedse  provincie Norrbottens län. Zij stroomt vanuit zuiden de Jylhärivier in. Ze is 8 kilometer lang.